# Langues nyima
Les langues nyima (ou langues nyimang) sont un groupe de langues nilo-sahariennes, parlées dans le Kordofan, au Soudan.

## Liste des langues
Selon Rilly (2010), les langues djebel orientales sont :
- le nyimang, deux dialectes : ama et mandal
- l’afitti, deux dialectes : le ditti et l’afitti proprement dit